# Arthur Mulier
Arthur Oktaaf Lodewijk Mulier (Kortrijk, 25 maart 1892 - aldaar, 1 oktober 1979) was een Belgisch bestuurder en politicus voor de CVP.

## Levensloop
Mulier was een zoon van apotheker Cyriel Mulier en van Sylvia Dessauvage. Hij trouwde in 1921 met Margriet Van Walleghem. Hij studeerde rechten aan de Katholieke Universiteit Leuven en aan de vernederlandste Von Bissing-universiteit in Gent. Het diploma dat hij er in juli 1918 behaalde werd na de Eerste Wereldoorlog ongeldig verklaard. Hij behaalde dan opnieuw zijn diploma van doctor in de rechten voor de middenjury. Tijdens de jaren 1917-1918 evolueerde hij in activistische zin. Hij stichtte het Gents studentencorps Hou ende Trou, waarvan hij van 1916 tot 1918 de praeses was, en werd voorzitter van de Lodewijk de Raetvereniging. Hij pleitte voor de zelfstandigheid van Vlaanderen en steunde de activistische politiek van de Raad van Vlaanderen, waarin ook Mulier zetelde. Hij wees ook de ideeën af van Lodewijk Dosfel, die het behoud van een Belgisch kader met een losse structuur bepleitte. In juni 1918 stond hij op de kieslijst van de Nationalistische Bond voor de Oost-Vlaamse Gouwraad.
In november 1921 werd hij verkozen tot provincieraadslid van West-Vlaanderen op de lijst van de Christen Werklieden en werd onmiddellijk verkozen tot bestendig afgevaardigde. Hij werd onmiddellijk aangevallen door Robert Gillon, die hem zijn activistisch verleden verweet. De aanvallen hadden effect en binnen de deputatie werd Mulier 'in quarantaine' gesteld door zijn collega's en de gouverneur. Hij werd in februari 1922 aangehouden, veroordeeld tot drie jaar cel en tien jaar verlies van burgerrechten. Hij werd op het einde van het jaar vrijgelaten. De gevolgen van dit alles waren hevige tegenstellingen, disputen en bedreigingen tussen antagonistische groepen. 
Na zijn veroordeling kon hij geen politiek mandaat meer bekleden. Hij werd na zijn vrijlating in december 1922 medestichter en afgevaardigd bestuurder van de Algemene Fluweelweverij in Kortrijk. Onder zijn impuls werd de coöperatieve drukkerij ‘Vooruitgang’ opgericht te Kortrijk, alwaar vanaf 1923 de Volksmacht werd gedrukt. Hij was medestichter of bestuurder van 'Zonnewende' (de kunsthandel rond de persoon van Stijn Streuvels), van de Kortrijkse Katoenspinnerij en van de sociale huisvestingsmaatschappij 'Elk zijn huis'. Hij bleef nochtans politiek actief binnen de katholieke zuil en was politiek redacteur van Het Kortrijkse Volk. Ook werd hij in 1935 raadsman van het Vlaams-Economisch Verbond.
Vanaf 1935 was hij een groot voorstander van de Vlaamsche Concentratie. Hij was een partijganger van het federalisme en was zeer ontgoocheld toen de besprekingen tot samenwerkingen tussen de Katholieke Vlaamse Volkspartij en het Vlaamsch Nationaal Verbond in 1936 mislukten. 
In 1949 werd hij door de CVP gecoöpteerd in de Senaat en vervulde dit mandaat tot in 1954. Hij werd daarna van 1957 tot 1963 voorzitter van het Vlaams Economisch Verbond en stichtte de C.V. VENEX, een coöperatieve vennootschap voor economische expansie in Vlaanderen. Hij stond aan de wieg van het Contactcentrum voor het Bedrijfsleven en van de Financieel-Economische Tijd.